# Annepont
Annepont là một xã trong tỉnh Charente-Maritime tổng Saint-Savinien trong vùng Nouvelle-Aquitaine, tây nam nước Pháp. Xã Annepont nằm ở khu vực có độ cao trung bình 14 mét trên mực nước biển.

## Dân số
| Năm  | Dân số | Mật độ |
| ---- | ------ | ------ |
| 1962 | 152    | -      |
| 1968 | 184    | -      |
| 1975 | 177    | -      |
| 1982 | 220    | -      |
| 1990 | 208    | -      |
| 1999 | 267    | 30/km² |